# Japan Tobacco
Japan Tobacco Inc. (日本たばこ産業株式会社, Nihon Tabako Sangyō Kabushiki-gaisha) abreviado JT é uma fábrica de cigarros japonesa. Faz parte do índice Nikkei 225 da Bolsa de Tóquio. Em 2009 foi listada na Forbes como número 312 no mundo. Sua sede fica na região de Minato, em Tóquio. Possui uma filial em Genebra, na Suíça.

## Marcas

### Marcas com o símbolo JT
- Cabin
- Camel
- Caster
- Hope
- Mevius
- Natural American Spirit
- Peace
- Pianissimo Peche
- Sakura
- Salem
- Seven Stars
- Winston
- Gudang Garam
- Bentoel
- Hamlet
- Benson & Hedges (com a  Philip Morris International, British American Tobacco, e Gallaher Group)

## Patrocínios
- Galan Slim Loud & Vote Back To 80's
- Galan Slim Rock Your City
- Golf Nippon Series JT Cup (1998 – atual)
- Mild Seven Tennis WTA Championships
- Mild Seven Outdoor Quest
- Mild Seven Millennium Countdown (31 de dezembro de 1999 – 1 de janeiro de 2000)
- Mild Seven(2012-2013 March) Benson & Hedges (2013 – atual) a Pobol y Cwm Welsh Language Drama
- Wismilak Diplomat Success Challenge IDR 500.000.000 (2010, 2011, e 2012-2017)
- Wismilak International Tennis WTA Championships
- Wismilak Slim Bolaria
- Gudang Garam Intersport Worldstage (2015-atual)
- Suryanation Motorland (2015-atual)